# 2006 HU122
2006 HU122, também escrito como 2006 HU122, é um objeto transnetuniano que está localizado no Cinturão de Kuiper, uma região do Sistema Solar. Este corpo celeste é classificado como um provável cubewano. Ele possui uma magnitude absoluta de 7,2 e tem um diâmetro estimado com 211 km. O astrônomo Mike Brown lista este corpo celeste em sua página na internet como um candidato a possível planeta anão.

## Descoberta
2006 HU122 foi descoberto no dia 26 de abril de 2006 pelo astrônomo Marc W. Buie.

## Órbita
A órbita de 2006 HU122 tem uma excentricidade de 0,006 e possui um semieixo maior de 38,771 UA. O seu periélio leva o mesmo a uma distância de 38,540 UA em relação ao Sol e seu afélio a 39,002 UA.